# Меретяки
Меретяки — деревня в Лаишевском районе Татарстана. Входит в состав Чирповского сельского поселения.

## География
Находится в западной части Татарстана на расстоянии приблизительно 16 км по прямой на восток от районного центра города Лаишево.

## История
Основана в 1910-х годах.

## Население
Постоянных жителей было: в 1920 году — 242, в 1926—250, в 1938—229, в 1949—218, в 1958—252, в 1970—210, в 1979—123, в 1989 — 66, в 2002 — 77 (русские 62 %, татары 34 %), 57 — в 2010.
В 2017 году — 53 человека (русские — 40 %, татары‑кряшены — 60 %).